# Wiadomości Wrzesińskie
Wiadomości Wrzesińskie – tygodnik lokalny, ukazujący się na terenie powiatu wrzesińskiego. Redakcja mieści się we Wrześni, przy ulicy Harcerskiej 19. Oprócz wersji papierowej tygodnik prowadzi również portal internetowy wrzesnia.info.pl.
Redaktorem naczelnym czasopisma jest Łukasz Różański
Dziennikarze i współpracownicy stali Damian Idzikowski (dział miejski, kultura), Filip Biernat (gmina Kołaczkowo, rolnictwo, historia), Joanna Lewandowska (kultura i dział społeczny), Leszek Nowacki (sport), Roman „Stańczyk” Nowaczyk (regionalistyka), Radosław Jagieła (gmina Nekla), Sławomir Grobelny (gmina Pyzdry).
Dyrektor wydawnictwa: Jolanta Kosmowska
DTP: Ascari Krzysztof Liberkowski
Dział reklamy: Arleta Kretkowska, Patrycja Przybylska, Marta Czerniejewska
Informatyk: Tomasz Koprucki 
Księgowość: doradca podatkowy Janusz Ziółek
Wydawca (właściciel): Wydawnictwo WW Jolanta Kosmowska, Łukasz Różański spółka cywilna, 62-300 Września, ul. Harcerska 19, NIP 7891792057